# Negyedik konstantinápolyi zsinat
IV. konstantinápolyi zsinat a katolikus egyház 8. egyetemes zsinata, amelyet 869. október 5. és 870. február 2. között tartottak Konstantinápolyban a Hagia Szophia épületében. A zsinatot I. Baszileiosz császár hívta össze a Photiosz-féle szakadás megoldására.

## Előzmények

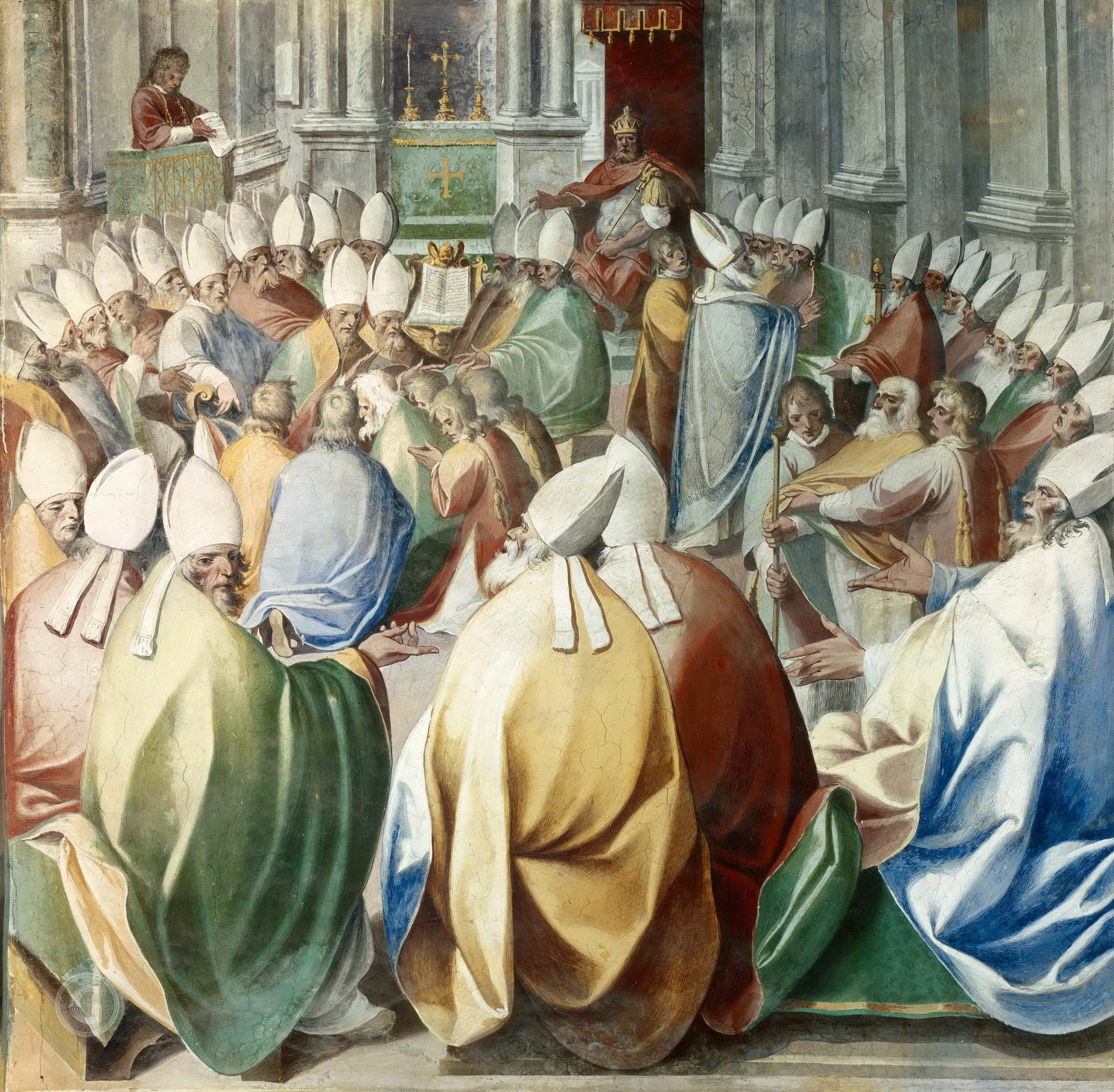
Cesare Nebbia (1536-1614): Negyedik Konstantinápolyi zsinat

I. Miklós pápa kiközösítette Photiosz pátriárkát 863-ban, mert Ignatiosz pátriárka székét jogtalanul bitorolta. Photiosz válaszként kiközösítette I. Miklóst 867-ben, aki ugyanebben az évben elhalálozott. Ugyanebben az évben a Photioszt támogató III. Mihály bizánci császárt megölték. A két új uralkodó I. Bazileiosz és II. Adorján pápa megegyeztek, hogy egy egyetemes zsinaton rendezik a nézetkülönbségeket. II. Adorján Rómában zsinatot hívott össze, melynek az eredményeként megerősítették a korábbi pápa kiközösítési nyilatkozatát. Kineveztek három részt vevő pápai legátust.

## A zsinat
A zsinat Photiosz ügyét tárgyalta. Ő jelen volt október 20 és 29-e között, de vétkességét nem ismerte el, és a pápai legátusok bíráskodási jogait sem. A zsinat meg akarta akadályozni, hogy Photiosz-féle ügyhöz hasonló ne forduljon elő, ezért 27 kánont hozott a záróülés. Hoztak egy olyan döntést, amely a pátriárkák székeinek rangsorát megállapítja:
1. Róma
2. Konstantinápoly
3. Alexandria
4. Antiokheia
5. Jeruzsálem

Továbbá megerősítést nyert a képtisztelet. A képek tisztelete megengedett. A zsinat több olyan döntést hozott, amelyek hosszú távon is maradandó hatást gyakoroltak. Ezek egyike a 11. kánon, amely éles hangon elítéli az ember hármas felosztására vonatkozó bibliai felfogást, amely szerint a szellem (görögül: pneuma), a lélek (pszükhé) és a test (szóma) hármasságából épül fel minden ember. A zsinati atyák a lelket azonosítva a szellemmel úgy igyekeztek beállítani a hármas felosztás képviselőit, mintha azok az embernek két lelket tulajdonítanának.